# Zebrias synapturoides
 Zebrias synapturoides és un peix teleosti de la família dels soleids i de l'ordre dels pleuronectiformes que es troba des de les costes del Golf Pèrsic fins a les de Papua Nova Guinea.